# Đorđe Šćepović
Đorđe Šćepović (Titograd, 6. april 1983) crnogorski je pisac, kolumnista, autor i voditelj emisije "Knjiški ljudi" (2021-2023).
Profesor je crnogorskoga jezika i književnosti. Zastupljen je u više zbornika i panorama poezije. Poezija mu je prevođena na engleski, mađarski i slovenački jezik. Jedan je od osnivača i urednika časopisa za književnost i kulturu Script. Član je Crnogorskog PEN centra. Živi u Podgorici.

## Djela
- Provincije spasa (2004)
- Molitva za Judu (2004, nagrada "Spasoje Pajo Blagojević")
- Par riječi o strahu (2005)
- Apostol iz bloka A (2006, prva nagrada na Festivalu poezije mladih u Vrbasu)
- Triput reci metropola i nahrani ptice slovima (2009)
- Dok crtah mapu svojih putovanja (2016)
- Prije objave (2017)
- Doba (2018)
- Gozba (kratka proza, 2019, nagrada "Zaim Azemović")
- Glasnici (2020, nagrada "Aleksandar Leso Ivanović")
- Kućni red logora (2022)
- Vrijeme Juda (knjiga eseja, 2024)